# Широка (Нерчинсько-Заводський район)
Широ́ка (рос. Широкая) — село у складі Нерчинсько-Заводського району Забайкальського краю, Росія. Адміністративний центр Широківського сільського поселення.

## Населення
Населення — 415 осіб (2010; 450 у 2002).
Національний склад (станом на 2002 рік):
- росіяни — 99 %